# Aeroexpress

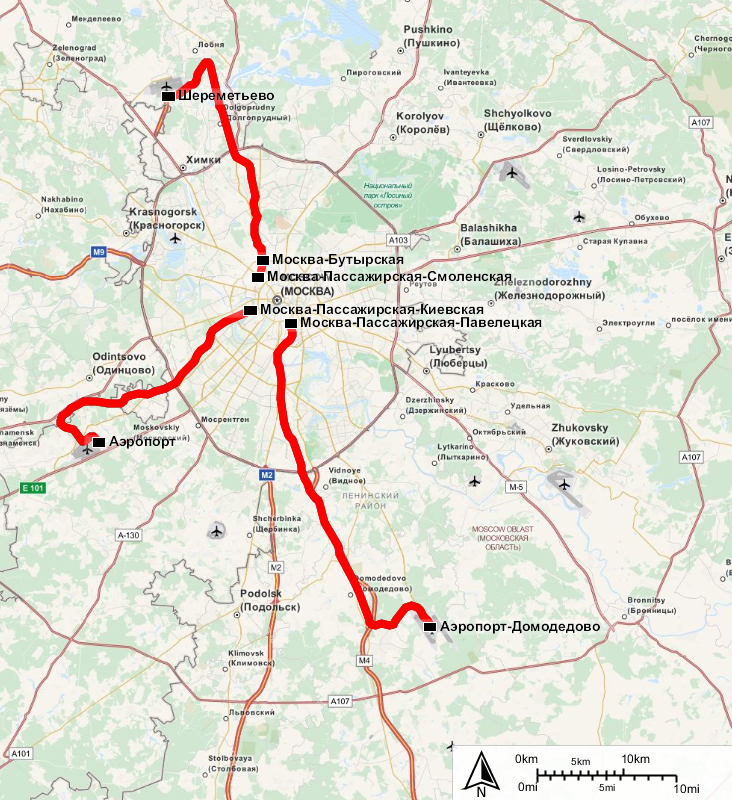
Plano de las líneas en Moscú

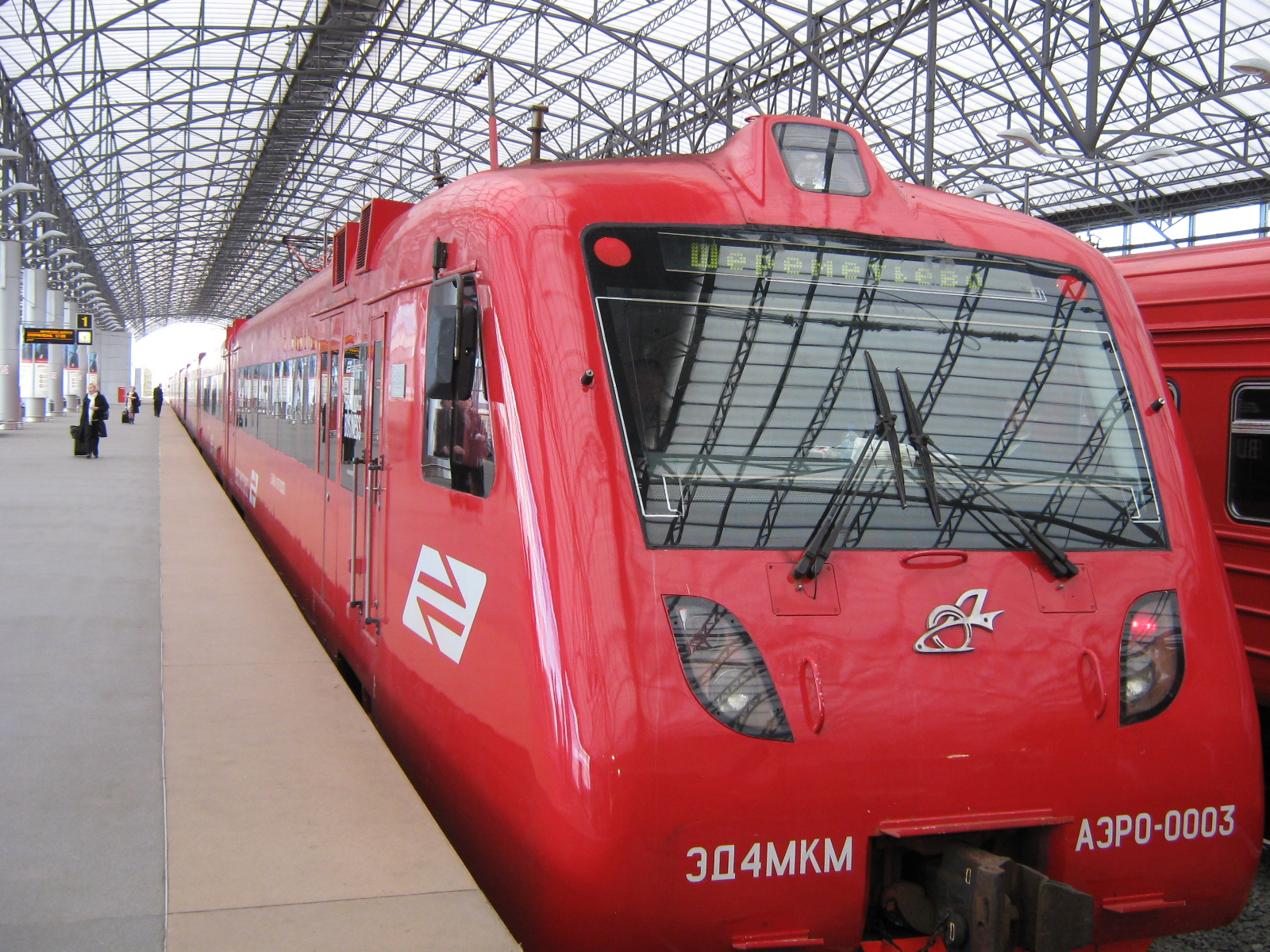
Tren lanzadera en Sheremetevo

Aeroexpress S.L. (ОАО Аэроэкспресс en ruso) es un servicio ferroviario de trenes lanzaderas que conecta los principales aeropuertos de Moscú con la ciudad mediante enlaces con el Metro y ferrocarriles rusos. Fue fundado en 2005 y las acciones de la empresa son gestionadas por RZhD en un 50%, TransGroup AS en un 25%, Iskander Makhmudov con un 17,50% y Andrei Bokarev en un 7,50%.

## Líneas
| Aeropuerto                                     | Estación ferroviaria de Moscú con la que conecta | Tiempo de viaje |
| ---------------------------------------------- | ------------------------------------------------ | --------------- |
| Aeropuerto Internacional de Moscú-Sheremétyevo | Estación Belorussky                              | 35 min          |
| Aeropuerto Internacional de Moscú-Domodedovo   | Estación Pavelétskaya                            | 45 min          |
| Aeropuerto Internacional de Moscú-Vnúkovo      | Estación Kievsky                                 | 35 min          |

## Historia
En diciembre de 2005 fue inaugurada la primera línea que conectaba la capital con Sheremétevo. En mayo de 2008 se puso en marcha el trayecto a Vnúkovo y dos meses después la compañía pasó a ser la única operadora férrea en gestionar los trayectos hacia Sheremétevo y Lobnya desde las estaciones de Saviólovski y Belorusski y a Domodédovo vía Paveletski y Vnúkovo por Kiev.
En febrero de 2012 se inauguró el trayecto que conecta Sochi con su aeropuerto siendo la primera línea no-moscovita. A finales de julio entró en servicio la línea de Vladivostok cuya ruta presta servicio a los trenes de cercanías. Al año siguiente el servicio empezó a operar en Kazán.
En 2012 el servicio de Aeroexpress fue utilizado por 17,4 millones de pasajeros.

## Aeroexpress en otras ciudades rusas
La compañía también ha construido enlaces en otras ciudades de Rusia como Kazán (Tartaristán), Sochi (Krasnodar) y Vladivostok (Primorie). A diferencia de las líneas de Moscú, estas otras fueron dirigidas por otras compañías a partir de 2015 debido a la crisis macroeconómica que sufría Rusia.